# Chomranice

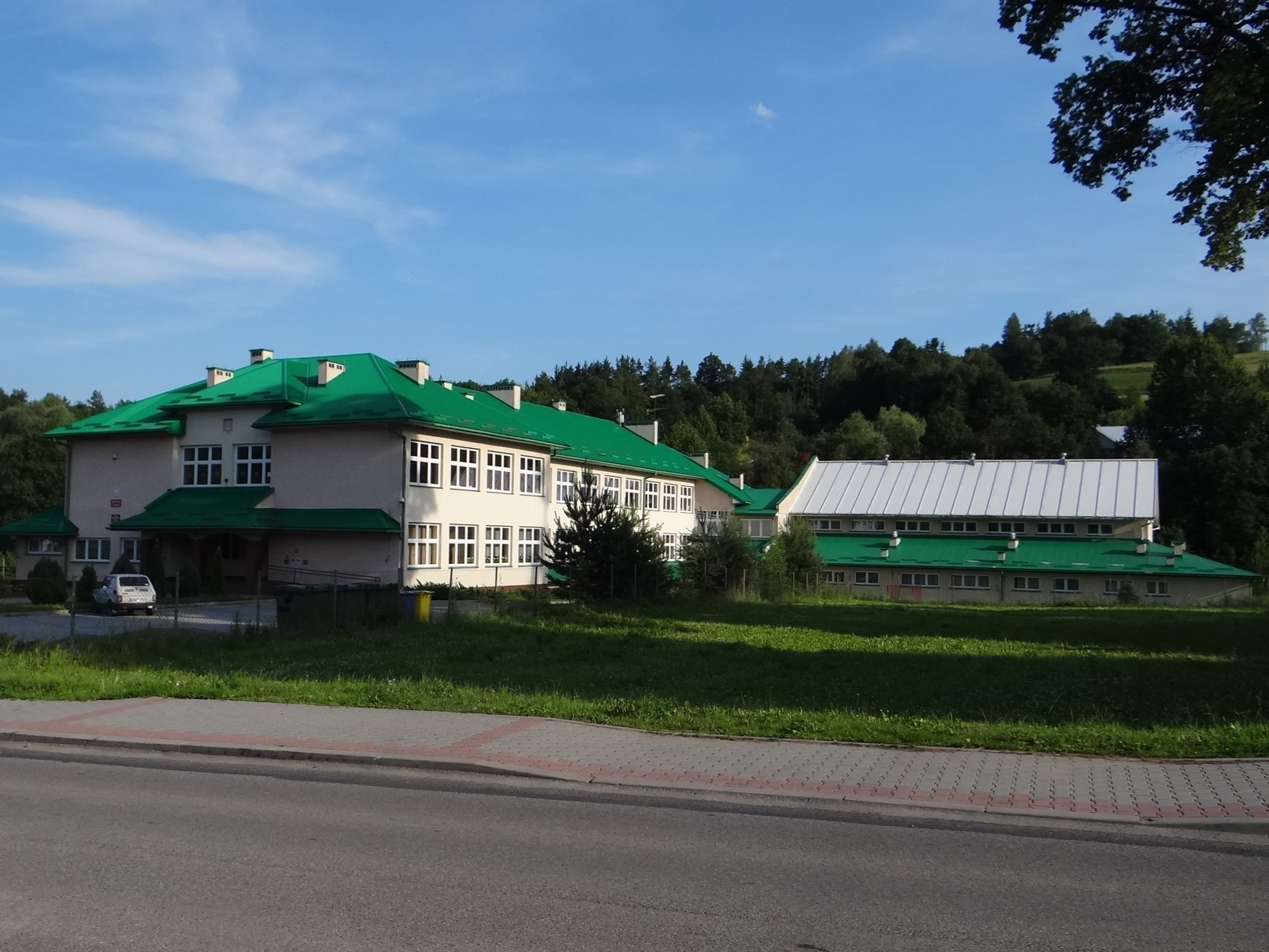
Szkoła

Chomranice – wieś w Polsce położona w województwie małopolskim, w powiecie nowosądeckim, w gminie Chełmiec.
W latach 1954–1960 wieś należała i była siedzibą władz gromady Chomranice, po jej zniesieniu w gromadzie Klęczany. W latach 1975–1998 miejscowość administracyjnie należała do województwa nowosądeckiego. W 2021 roku miejscowość liczyła 1021 mieszkańców.

## Położenie
Chomranice leżą u podnóża Pasma Łososińskiego w Beskidzie Wyspowym, w dolnym biegu potoku Smolnik (dopływu Dunajca). Wieś leży przy drodze powiatowej nr 1551K Limanowa – Chełmiecoraz przy linii kolejowej linii kolejowej nr 104 (Nowy Sącz – Chabówka), z przystankiem Chomranice.
Z Chomranic przez przełęcz Nad Zawadką między Chełmem (793 m) a Białowodzką Górą (616 m) można dojechać do Tęgoborzy nad Jeziorem Rożnowskim. Wieś stanowi punkt wypadowy dla wycieczek pieszych na okoliczne wzgórza: Dąbrowę Wielką (614 m), Litacz (625 m) i Chełm (793 m). Prowadzi stąd żółty szlak turystyczny na Białowodzką Górę (rezerwat przyrody).
We wsi mieszczą się: kościół parafialny, zespół szkół (oddany do użytku w 1999), ośrodek zdrowia oraz małe firmy usługowe.

## Historia
Pierwsze wzmianki o Chomranicach pojawiają się w 1316. Właścicielem Chomranic był wtedy Marcin z Brzeznej, fundator tutejszego kościoła pw. św. Marcina, a wieś była podzielona na Chomranice Niższe i Chomranice Wyższe. W 1326 istniała w Chomranicach parafia.
Na przełomie XIV i XV wieku Chomranice przeszły na własność Słupskich z Limanowej. W 1511 Piotr Słupski sprzedał swój majątek Janowi Krzeszowi. W 1542 według rejestru podatkowego Sądecczyzny Chomranice Dolne złączyły się z Górnymi i odtąd istnieją tylko wzmianki o miejscowości Chomranice.
W drugiej połowie XVI wieku na terenie wsi działał zbór protestancki. W 1571 ministrem braci polskich u Jędrzeja Tęgoborskiego w Chomranicach został Jan Pietrzykowic z Bobowej. 12 grudnia 1593 odbył się w obecnym kościele zjazd braci polskich. W 1639 mieszkali tu jeszcze unitarianie.
16 grudnia 1884 oddana została do użytku Galicyjska Kolej Transwersalna, przechodząca przez wieś.

## Zabytki
Obiekt wpisany do rejestru zabytków nieruchomych województwa małopolskiego.
- Kościół parafialny pw. Imienia NP Marii, dzwonnica, ogrodzenie.

Drewniany kościół parafialny pw. Najświętszej Marii Panny, zbudowany w 1692 w konstrukcji zrębowej z barokowym i rokokowym wyposażeniem wnętrza. Z kościoła tego pochodzi dzieło Opłakiwanie z Chomranic. Na cmentarzu przykościelnym stoi XVII-wieczna drewniana dzwonnica. Budowla wchodzi w skład małopolskiego szlaku architektury drewnianej. Przed nowym kościołem pw. św. Maksymiliana Marii Kolbego w 2000 wzniesiono m.in. pomnik Jana Pawła II autorstwa Czesława Dźwigaja, będący repliką monumentu znajdującego się w Studzienicznej.